# Salmo 54
El salmo 54  es, según la numeración hebrea, el quincuagésimo cuarto salmo del Libro de los salmos de la Biblia. Corresponde al salmo 53 según la numeración de la Biblia Septuaginta griega, empleada también en la Vulgata latina. Por este motivo, recogiendo la doble numeración, a este salmo también se le refiere como el salmo 54 (53).
Atribuido a David , fue escrito para alguien que se encuentra traicionado por un amigo.

## Estructura y tema del Salmo
Este salmo es una oración de súplica, una súplica individual. Sigue la progresión clásica de la súplica que se encuentra en los salmos: invocación del nombre de Dios, clamor de súplica a Dios, exposición de motivos de queja y acción de gracias. Hay dos partes separadas por la palabra aquí . Ciertas palabras son contestadas de una parte a otra: el nombre de Dios, salva / libera.
El nombre de Dios aparece cinco veces, especialmente bajo el término hebreo Elohim , que manifiesta su grandeza y excelencia. La última aparición sigue siendo una traducción de Adonai , una palabra utilizada oralmente por los judíos para no pronunciar el tetragrammaton . La oración a Dios se basa en su fidelidad y el salmista expone la impiedad de los enemigos para oponerse implícitamente a su fe en Él. Sabiendo que ha sido escuchado, puede enviar acción de gracias a Dios.

## Usos litúrgicos

### Catolicismo
Desde principios de la Edad Media, este salmo se realizaba tradicionalmente en los monasterios, durante el oficio de maitines el martes, una vez que San Benito de Nursia estableció hacia el 530 su distribución de los salmos, fundamentalmente en orden numérico.
Con respecto a la Liturgia de las Horas , el Salmo 54 se recita o canta el martes de la segunda semana  en el servicio del mediodía. En el Ordinario de la Misa, nos encontramos con que este salmo 25 º  Domingo del Año B  de lunes a viernes, el sábado 22 ª  semana de tiempo ordinario , los años impares.

### Entre los cristianos armenios
El Salmo 54 se canta durante el descanso en la Iglesia apostólica armenia . Este oficio corresponde a la completa de la liturgia católica.

## Música
Se conoce un gran motete de Michel-Richard de Lalande (S.35), compuesto en 1690. Se trata de la música destinada a los despachos de la bóveda real del Palacio de Versalles , en particular a los de Luis XIV de Francia.

## Texto
La siguiente tabla muestra el texto en hebreo del salmo con vocales, junto con el texto en griego koiné de la Septuaginta  y la traducción al español de la Biblia del Rey Jacobo. Tenga en cuenta que el significado puede diferir ligeramente entre estas versiones, ya que la Septuaginta y el texto masorético provienen de tradiciones textuales diferentes.  En la Septuaginta, este salmo está numerado como Salmo 53.
| #      | Hebreo                                                       | Inglés | Griego |
| ------ | ------------------------------------------------------------ | --- | --- |
| [ 11 ] | לַמְנַצֵּ֥חַ בִּנְגִינֹ֗ת מַשְׂכִּ֥יל לְדָוִֽד׃                                     | (Al músico principal, sobre Neginoth, Maschil, salmo de David,                                                           | Εἰς τὸ τέλος, ἐν ὕμνοις· συνέσεως τῷ Δαυΐδ                                                                                 |
|        | בְּבֹ֣א הַ֭זִּיפִים וַיֹּאמְר֣וּ לְשָׁא֑וּל הֲלֹ֥א דָ֝וִ֗ד מִסְתַּתֵּ֥ר עִמָּֽנוּ׃                  | cuando llegaron los zifeos y dijeron a Saúl: «¿No se esconde David entre nosotros?»                                      | ἐν τῷ ἐλθεῖν τοὺς Ζιφαίους καὶ εἰπεῖν τῷ Σαούλ· οὐκ ἰδοὺ Δαυΐδ κέκρυπται παρ᾿ ἡμῖν; -                                      |
| 1      | אֱ֭לֹהִים בְּשִׁמְךָ֣ הוֹשִׁיעֵ֑נִי וּבִגְבוּרָתְךָ֥ תְדִינֵֽנִי׃                          | Sálvame, oh Dios, por tu nombre, y juzga mi causa por tu poder.                                                          | Ο ΘΕΟΣ, ἐν τῷ ὀνόματί σου σῶσόν με καὶ ἐν τῇ δυνάμει σου κρῖνόν με.                                                        |
| 2      | אֱ֭לֹהִים שְׁמַ֣ע תְּפִלָּתִ֑י הַ֝אֲזִ֗ינָה לְאִמְרֵי־פִֽי׃                             | Escucha mi oración, oh Dios; presta atención a las palabras de mi boca.                                                  | ὁ Θεός, εἰσάκουσον τῆς προσευχῆς μου, ἐνώτισαι τὰ ῥήματα τοῦ στόματός μου.                                                 |
| 3      | כִּ֤י זָרִ֨ים ׀ קָ֤מוּ עָלַ֗י וְֽ֭עָרִיצִים בִּקְשׁ֣וּ נַפְשִׁ֑י לֹ֤א שָׂ֨מוּ אֱלֹהִ֖ים לְנֶגְד ָּ֣ם סֶֽלָה׃ | Porque se han levantado contra mí extranjeros, y opresores buscan mi alma; no han puesto a Dios delante de ellos. Selah. | ὅτι ἀλλότριοι ἐπανέστησαν ἐπ᾿ ἐμὲ καὶ κραταιοὶ ἐζήτησαν τὴν ψυχήν μου καὶ οὐ προέθεντο τὸν Θεὸν ἐνώπιον αὐτῶν. (διάψαλμα). |
| 4      | הִנֵּ֣ה אֱ֭לֹהִים עֹזֵ֣ר לִ֑י אֲ֝דֹנָ֗י בְּֽסֹמְכֵ֥י נַפְשִֽׁי׃                            | He aquí, Dios es mi ayudador; el Señor está con los que sostienen mi alma.                                               | ἰδοὺ γὰρ ὁ Θεὸς βοηθεῖ μοι, καὶ ὁ Κύριος ἀντιλήπτωρ τῆς ψυχῆς μου.                                                         |
| 5      | (ישוב) [יָשִׁ֣יב] הָ֭רַע לְשֹׁרְרָ֑י בַּ֝אֲמִתְּךָ֗ הַצְמִיתֵֽם׃                        | Él pagará mal a mis enemigos; los exterminará en tu verdad.                                                              | ἀποστρέψει τὰ κακὰ τοῖς ἐχθροῖς μου· ἐν τῇ ἀληθείᾳ σου ἐξολόθρευσον αὐτούς.                                                |
| 6      | בִּנְדָבָ֥ה אֶזְבְּחָה־לָּ֑ךְ א֤וֹדֶה שִּׁמְךָ֖ יְהֹוָ֣ה כִּי־טֽוֹב׃                         | Te ofreceré voluntariamente un sacrificio; alabaré tu nombre, oh Señor, porque es bueno.                                 | ἑκουσίως θύσω σοι, ἐξομολογήσομαι τῷ ὀνόματί σου, Κύριε, ὅτι ἀγαθόν·                                                       |
| 7      | כִּ֣י מִכׇּל־צָ֭רָה הִצִּילָ֑נִי וּ֝בְאֹיְבַ֗י רָאֲתָ֥ה עֵינִֽי׃                          | Porque él me ha librado de toda angustia, y mis ojos han visto su deseo sobre mis enemigos.                              | ὅτι ἐκ πάσης θλίψεως ἐρρύσω με, καὶ ἐν τοῖς ἐχθροῖς μου ἐπεῖδεν ὁ ὀφθαλμός μου.                                            |

### Numeración de versos
Los versículos 1 y 2 de la Biblia hebrea corresponden a la designación en las traducciones al inglés:
1 Al Músico principal de Neginot, Masquil, Salmo de David,
2 cuando vinieron los de Zif y dijeron a Saúl: ¿No se esconde David con nosotros? ( Biblia del Rey Jacobo )
Los versículos 1–7 en las versiones en inglés corresponden a los versículos 3–9 en el texto hebreo.
Los de Zif vivían en el desierto de Zif , un distrito al sureste de Hebrón en las montañas de Judea.

## Comentario
El marco histórico de este Salmo se da en su título, casi una cita directa de I Samuel 23:19 (un estilo de marco histórico similar al del Salmo 52 ).  Se considera uno de los salmos que contienen oraciones contra acusaciones falsas, vinculadas a un calvario, al juramento o al recurso de apelación ante el 'tribunal superior', como se indica en los siguientes puntos:
- La frase 'vindicame' (versículo 1)
- Una perspectiva real de los oponentes como 'extraños' (versículo 3; NRSV enmienda a 'los insolentes'), 'los despiadados' (versículo 3) y 'enemigos' (versículo 5)
- Una oración antes de la batalla apelando a Dios como salvador personal con un pacto de 'fidelidad' (versículo 5).

También se puede describir como un lamento, oración o queja de un individuo. 
Después de una súplica (versículos 1–2), el salmista describe el peligro que enfrenta (versículo 3), pero mantiene su confianza en Dios (versículos 4–5) mientras promete sacrificar una ofrenda voluntaria para expresar 'la gratitud voluntaria de un corazón agradecido ”(versículos 6–7, otro ejemplo de la“ certeza de oír ”).

### De la iglesia católica

#### A todo el salmo
Salmo 54 transforma la súplica colectiva del Salmo 53 en una oración personal. El salmista ya no clama por el pueblo, sino por su propia liberación (v. 3), y desea la desaparición de sus enemigos (v. 7). El sacrificio voluntario que promete (v. 8) está en línea con el que Dios desea, según se expresa en Salmos 50,14 y 51,18-19. La estructura corresponde al esquema típico de un salmo de súplica individual: súplica inicial (vv. 3-4), motivación (v. 5), confesión de confianza (vv. 6-7) y promesa de sacrificio (vv. 8-9). El Nombre del Señor y su acción salvadora enmarcan el conjunto (vv. 3.8; 3.9), mientras que la confianza ocupa el centro (v. 6).
El encabezado relaciona la oración con el episodio en que David fue traicionado por los habitantes de Zif mientras huía de Saúl, pero el contenido del salmo trasciende esa situación concreta. El versículo 8, en clave cristológica, puede entenderse como una figura de Cristo, quien ofreció libremente su vida como sacrificio expiatorio.

#### A los versículos 1-5
En el versículo 3, las expresiones «salvar» y «hacer justicia» aparecen en paralelismo, revelando un trasfondo jurídico donde la justicia de Dios se manifiesta como salvación para quien se acoge a Él. De modo paralelo, «Nombre» y «poder» también están vinculados, indicando que el Dios que revela su Nombre actúa con autoridad soberana sobre el universo, como el Todopoderoso. Los «soberbios» mencionados como agresores del salmista no parecen ser enemigos extranjeros, sino miembros del mismo pueblo, actuando con dureza y violencia, en línea con lo descrito en Salmo 86,14.

#### A los versículos 6-7
Los enemigos del salmista han ignorado que es Dios quien protege su vida (v. 6), y el daño que intentan causarle se volverá contra ellos mismos (v. 7), conforme al principio de retribución establecido en la ley del talión. El sacrificio que el salmista promete es «voluntario», es decir, no exigido por la Ley ni motivado por culpa, lo cual revela la autenticidad de su gratitud. Esta entrega libre y sincera anticipa el sacrificio ofrecido por Cristo, quien se ofreció voluntariamente como expiación.

Este sacrificio de Cristo es único, da plenitud y sobrepasa a todos los sacrificios (cfr Hb 10,10). Ante todo es un don del mismo Dios Padre: es el Padre quien entrega al Hijo para reconciliarnos consigo (cfr Jn 4,10). Al mismo tiempo es ofrenda del Hijo de Dios hecho hombre que, libremente y por amor (cfr Jn 15,13), ofrece su vida (cfr Jn 10,17-18) a su Padre por medio del Espíritu Santo (cfr Hb 9,14), para reparar nuestra desobediencia.